# James McKernan
Pour les articles homonymes, voir McKernan.
James McKernan (né le 19 mars 1964 à Londres) est un mathématicien britannique, qui travaille dans le domaine de la géométrie algébrique.

## Formation et carrière
McKernan a étudié à l'université de Cambridge (Bachelor 1985) et il est titulaire d'un doctorat en 1991, obtenu à l'université Harvard, sous la direction de Joe Harris avec une thèse intitulée « On the Hyperplane Sections of a Variety in Projective Space ». En tant que chercheur post-doctoral, il était à l'université de l'Utah (1991-1993), à l'université du Texas à Austin, à l'université d'État de l'Oklahoma à Stillwater (1994-1995). À partir de 1995, il est professeur à l'Université de Californie à Santa Barbara et de 2007 à 2013 il est professeur au Massachusetts Institute of Technology.

## Travaux
McKernan et Christopher Hacon ont effectué une percée dans la classification birationnelle des variétés algébriques en hautes dimensions. La classification des variétés à deux dimensions était connue dès le XIXe siècle par l' École italienne. Dans les années 1980 Shigefumi Mori et d'autres ont traité les variétés en trois dimensions (Mori a reçu en 1990 la médaille Fields). Avec l'aide de transformations birationnelles appelées Flips, les variétés sur des modèles minimaux sont intégrées : les variétés de Fano (en) avec une courbure positive, les variétés de Calabi-Yau avec une courbure nulle et les variétés de type général avec une courbure négative. Hacon et McKernan ont fourni la preuve de l'existence de Flips dans n'importe quelle dimension et la preuve de la finitude des chaînes de Flips dans le programme de modèles minimaux. Avant les travaux de Hacon et McKernan, le cas des dimensions supérieures à trois était largement ouvert. Le cas de la dimension 4 a été prouvé par Vyacheslav Shokurov (en) en 2003.
L'essentiel figure dans un article commun de Caucher Birkar, Paolo Cascini, McKernan et Hacon (BCHM) de 2006 (publié en 2010).

## Prix et distinctions
En 2007, James McKernan a reçu le Clay Research Award. En 2009, il a reçu le prix Cole en algèbre conjointement avec Hacon,. En 2010, il était avec Hacon conférencier invité au Congrès international des mathématiciens à Hyderabad (Flips and Flops, Boundedness results in birational geometry).
En 2016 Caucher Birkar, Paolo Cascini, Christopher Hacon et James McKernan sont lauréats du Prix Moore pour leur article « Existence of minimal models for varieties of log general type », Journal of the AMS, 2010.
En 2018, il est lauréat du Breakthrough Prize in Mathematics, de nouveau avec Hacon, « Pour les contributions transformationnelles à géométrie birationnelle, en particulier au programme du modèle minimal dans toutes les dimensions ».

## Publications
- avec Hacon, « Boundedness of pluricanonical maps of varieties of general type », Inventiones Mathematicae, vol. 166, 2006, p. 1–25
- avec Caucher Birkar, Paolo Cascini, Hacon, « Existence of minimal models for varieties of log general type I », Journal of the American Mathematical Society, vol. 23, 2010, p. 405–468, Arxiv Preprint 2006, Tome 2 avec Hacon, ibid. p. 469–490, Tome II Preprint 2008
- avec Hacon, « Extension theorems and the existence of flips », in A. Corti (éd) Flips for 3folds and 4folds, Oxford Lecture Series in Mathematics and Applications, vol. 37, Oxford University Press 2007, p. 76–110